# Martin Kumžák
Martin Kumžák (* 11. listopadu 1966) je český hudebník, dirigent a skladatel.

## Životopis
Studoval na Konzervatoři Jaroslava Ježka, poté skladbu na Pražské konzervatoři. Hudbu studoval také na bostonském Berklee College of Music v USA. Absolvent Matematicko-fyzikální fakulty Univerzity Karlovy v Praze.
Je autorem například aranží českých verzí muzikálů West Side Story, Hair, Rusalka, Chicago ad., které také i dirigoval. Je spoluautorem českých autorských muzikálů Hamlet a Galileo, na kterých spolupracoval s Jankem Ledeckým. Je autorem hudby k filmu Panství Martina Dejdara a k představením Peer Gynt a Hrdina Západu v pražském Národním divadle.
V roce 2000 zastupoval ve skupině Olympic Jiřího Valentu na klávesové nástroje během jeho hospitalizace. Působil jako člen skupiny Trik s Petrem Kotvaldem. V témže roce založil skupinu Pajky Pajk, se kterou doprovázel různé interprety a v roce 2006 založil orchestr Moondance Orchestra, se kterým doprovází mj. český zábavný pořad StarDance, aneb když hvězdy tančí s vokalisty Naďou Wepperovou, Dušanem Kollárem, Dashou a Michalem Cermanem. Je rovněž autorem aranžmá písní.

## Skladby
Martin Kumžák je autorem například skladeb:
- Suita pro housle, violoncello a klavír (2002)
- Dechový kvintet
- Skladba pro smyčce
- Baletní oratorium Zvěrokruh
- koncertní Oratorium Sv. Václav
- Tyrkys v očích mám
- Červený bod